# Autobahnknoten Svrčinovec
Der Autobahnknoten Svrčinovec (slowakisch diaľničná križovatka Svrčinovec) ist ein teilweise gebautes Autobahndreieck in der Slowakei nördlich von Čadca und verknüpft die Autobahn D3 mit der Cesta I. triedy 11 (I/11, „Straße 1. Ordnung“) und zukünftig der Schnellstraße R5. Er befindet sich im Gemeindegebiet der namensgebenden Gemeinde Svrčinovec zwei Kilometer südlich der Staatsgrenze zu Tschechien und unweit des Dreiländerecks Polen-Slowakei-Tschechien.
Auf der D3 trägt der Knoten die Nummer 45.

## Bauart

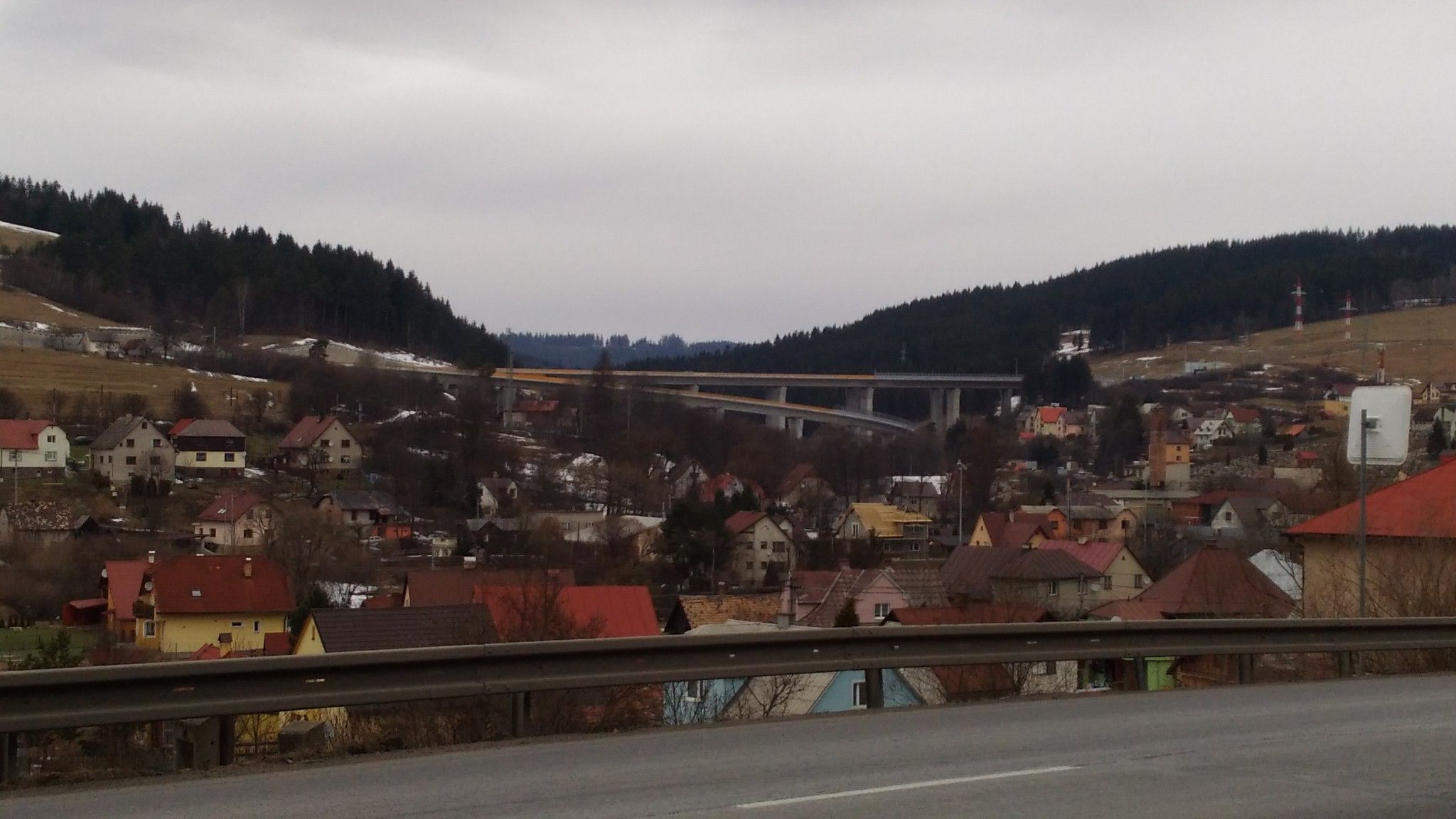
Seitenansicht des Knotens von Svrčinovec heraus

Der Knoten ist von der Bauform her als Trompete ausgeführt. Die D3 ist die durchgehende Straße mit 2 × 1 Fahrstreifen im Bereich des Knotens und weiter nordöstlich, südlich des Knotens hat sie 2 × 2 Fahrstreifen mit Standstreifen. Ein Teil des Dreiecks befindet sich auf einer ungefähr 400 m langen Talbrücke über dem Tal des Baches Šľahorov potok (Bezeichnung: 237-10; linke Brückenhälfte: 371 m, rechte Brückenhälfte: 411 m) mit einer Höhe von bis 40 m über dem Talboden, an die unmittelbar der 420 m lange Svrčinovec-Tunnel folgt. Auch die Rampen verlaufen teilweise auf Brückenbauwerken: die Rampen A1 und A2 auf der rechten Autobahnseite (in Richtung der Kilometrierung gesehen) verlaufen auf einer 433 m langen Brücke und überquert, wie die Talbrücke, die Bahnstrecke Žilina–Bohumín, den Šľahorov potok sowie die I/11 und enden an einer einfachen Kreuzung mit der I/11. Die Rampen B1 und B2 auf der linken Autobahnseite überqueren auf einer 259 m langen Brücke die Bahnstrecke und auf einer 28 m langen Überbrückung den Bach und enden an einem Kreisverkehr mit der I/11. Fahrzeuge, die zwischen den beiden Straßen wechseln, überwinden jeweils einen Höhenunterschied von etwa 30 m.

## Betreuung
Der Knoten wird zur Gänze durch die staatliche Autobahngesellschaft Národná diaľničná spoločnosť, a. s. (kurz NDS) betreut, zuständig ist die Autobahnmeisterei Čadca.

## Geschichte
Das Autobahndreieck entstand ab 2013 zusammen mit dem Bau des Abschnitts Svrčinovec–Skalité der D3 in Richtung Polen und wurde als einziger Teil bereits auf beiden Fahrbahnen gebaut. Der Knoten wurde zusammen mit diesem Abschnitt am 10. Juni 2017 dem Verkehr freigegeben. Der angrenzende Abschnitt der D3, Čadca, Bukov–Svrčinovec, wurde nach einer vierjährigen Bauzeit am 21. Dezember 2020 eröffnet.
Derzeit ist nur die Ausfahrt zur I/11 in Betrieb, somit ist das Dreieck als normale Anschlussstelle ausgeschildert. Die Errichtung der Schnellstraße R5, die die Anschlussstelle in ein vollwertiges Dreieck umwandeln würde, ist noch in Planung.